# Escudos de la calle San Roque de Alcira
Los escudos de la calle San Roque de Alcira son dos escudos nobiliarios situados en los edificios de los números 8 y 13 de dicha vía alcireña.

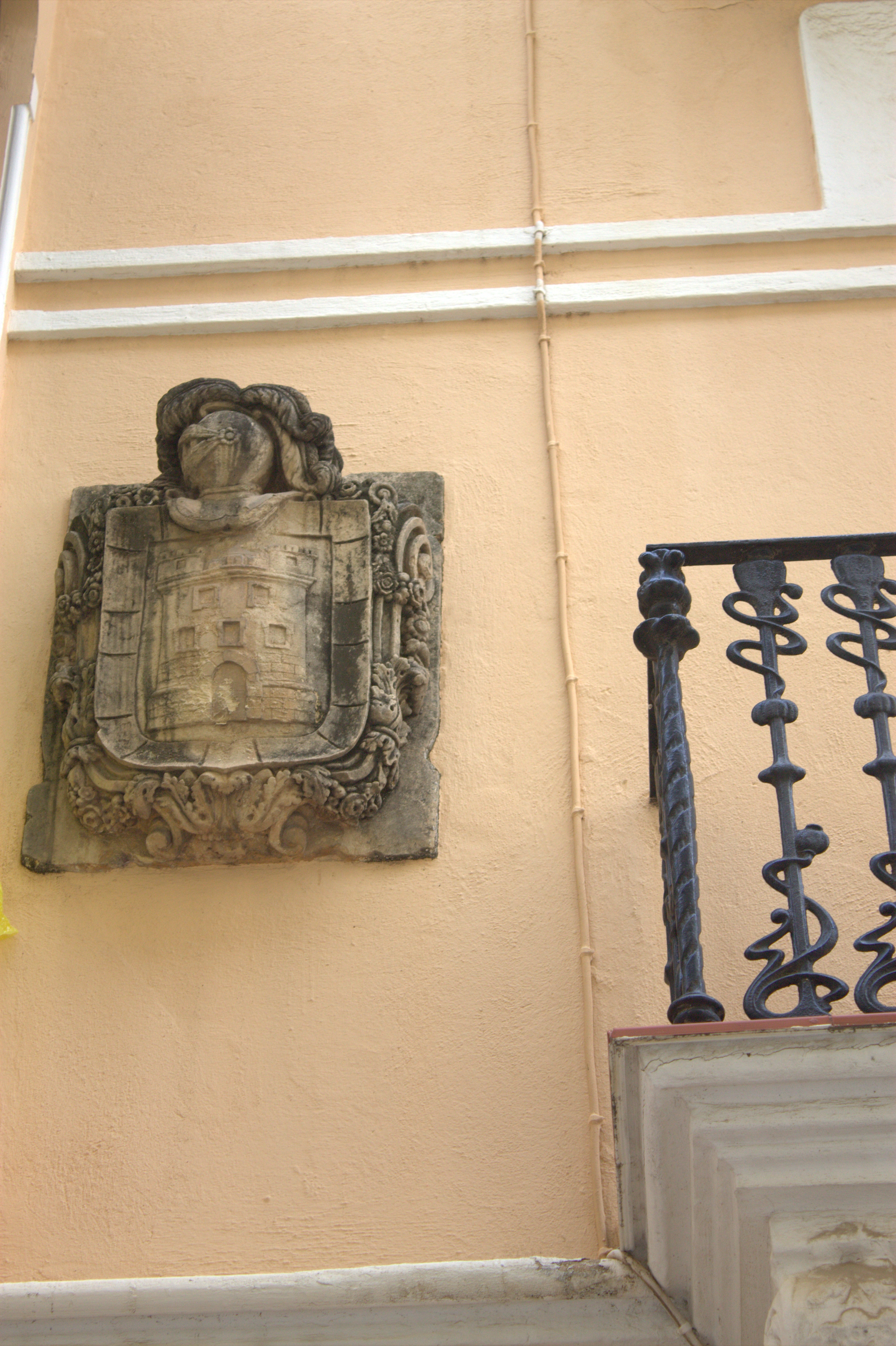
Escudo del n.º 13.

Son bienes de interés cultural con número R-I-51-0011337 para el número ocho y R-I-51-0011338 para el trece.
Destacables por su buen estado de conservación, el que figura en la vivienda de la calle San Roque número 8 es un escudo heráldico y el de la vivienda del número 13 de la misma calle es un emblema.